# Zöldellt a rózsafa
A Zöldellt a rózsafa egy lengyel népdal.

## Kotta és dallam
| Oly bús az életem, elment a kedvesem messze, más határba, messze más határba, és útját nem lelem. | Mély erdő sűrűjén madárka hangja száll, hallod, jó anyácska, hallod, jó anyácska, kedvesem arra jár. | Vígan szól éneke: elmúlik majd a tél, rózsavirulásra, rózsavirulásra hű párod visszatér. |

## Felvételek
- Zöldellt a rózsafa: Lengyel népdal. Nyíregyházi Lengyel Dalárda  SoundCloud (Hozzáférés: 2016. augusztus 12.) (audió)
- Zöldellt a rózsafa. YouTube (2016. február 7.)  (Hozzáférés: 2016. augusztus 12.) (videó)